# 날루트주

날루트주

날루트주(아랍어: نالوت)는 리비아 북서부에 위치한 주로, 주도는 날루트이며 인구는 93,224명(2006년 기준)이다. 북쪽과 서쪽으로는 튀니지와 국경을 맞대고 있으며 북동쪽으로는 누카트알함스주, 동쪽으로는 자발알가르비주, 남쪽으로는 와디알샤티주와 인접해 있다.